# Pethay Promjan
Pethay Promjan (thailändisch เพทาย พรมจันทร์; * 23. März 2006 in Songkhla) ist ein thailändischer Fußballspieler.

## Karriere
Pethay Promjan steht seit dem 1. August 2024 beim Suphanburi FC unter Vertrag. Der Verein aus Suphanburi spielt in der zweiten Liga, der Thai League 2. Sein Zweitligadebüt gab Promjan am 9. August 2024 (1. Spieltag) im Auswärtsspiel gegen den Chonburi FC. Bei der 4:0-Niederlage stand er in der Startelf und spielte die kompletten 90 Minuten. Am Ende der Saison 2024/25 musste er mit Suphanburi in die dritte Liga absteigen.